# 렛 잇 비 미
《렛 잇 비 미》(Let It Be Me)는 미국에서 제작된 엘리노 버그스타인 감독의 1995년 드라마, 멜로/로맨스 영화이다. 캠벨 스코트 등이 주연으로 출연하였고 데이빗 커크패트릭 등이 제작에 참여하였다.

## 출연

### 주연
- 캠벨 스코트
- 제니퍼 빌즈
- 얀시 버틀러

### 조연
- 패트릭 스튜어트
- 제임스 굿윈

## 기타
- 미술: 데이비드 챔프먼
- 의상: 르네 에를리히 칼푸스
- 배역: 에이비 코프먼
- 안무: 미란다 게리슨